# Paintbox
Singles de Pink Floyd
Flaming
/ The Gnome
(1967) It Would Be So Nice / Julia Dream
(1968)
Paintbox ou Paint Box est une chanson du groupe Pink Floyd, écrite et chantée par le claviériste Rick Wright. Elle est sortie pour la première fois en 1967, sur la face B du single Apples and Oranges.
Les principales caractéristiques de cette chanson sont les longs passages à la batterie par Nick Mason, les parties de piano bastringue relayant un piano conventionnel, et les paroles anti-sociales (Last night I had too much to drink / Sitting in a club with so many fools = « La nuit dernière j'ai trop bu / assis en boîte avec un tas d'idiots »). Paint Box a été rééditée plus tard sur les compilations Relics et The Early Singles (où le titre est orthographié Paintbox).
Une reprise de Paint Box par Jimmy Caprio figure sur l'album-hommage A Fair Forgery of Pink Floyd, sorti en 2003.

## Vidéo
Un film promotionnel pour cette chanson a été tourné pour la télévision belge le 18 ou 19 février 1968, dans lequel le groupe mime la chanson sur un pont à Bruxelles. Bien que Syd Barrett était toujours membre du groupe lorsque la chanson a été enregistrée (octobre 1967) et au moment du tournage du film, c'est pourtant bien David Gilmour que l'on voit à la guitare, lors de sa première apparition dans une vidéo promotionnelle  avec Pink Floyd. Le monument de l'Atomium peut être vu en arrière-plan pendant que le groupe joue.

## Musiciens
- Rick Wright : chant, piano, piano bastringue
- Syd Barrett : guitare acoustique et électrique, chœurs
- Roger Waters : basse, chœurs
- Nick Mason : batterie, percussions